# Ange-Félix Patassé
Ange-Félix Patassé (født 25. januar 1937 i Paoua, død 5. april 2011 i Douala i Cameroun) var en centralafrikansk politiker. Han var præsident i Centralafrikanske Republik fra 1993 til 2003. 